# Axel Laurance
Axel Laurance (ur. 13 kwietnia 2001 w Calan) – francuski kolarz szosowy.
Kolarstwo uprawiali również jego: ojciec (Franck Laurance), matka (Manuela Le Cavil) i siostra (Typhaine Laurance)

## Osiągnięcia
Opracowano na podstawie:

2018
- 1. miejsce na etapie 2a Aubel-Thimister-Stavelot (jazda druż. na czas)

2019
- 1. miejsce na etapie 2a Aubel-Thimister-Stavelot (jazda druż. na czas)
- 1. miejsce na 1. etapie Ronde des Vallées
- 1. miejsce na 1. etapie Grand Prix Rüebliland

2021
- 1. miejsce na 3. etapie Wyścigu Pokoju U23

2022
- 1. miejsce w klasyfikacji punktowej Tour de Wallonie
- 2. miejsce w Bretagne Classic Ouest-France
- 1. miejsce na 4. etapie Tour of Croatia

2023
- 5. miejsce w Circuit des Ardennes
  - 1. miejsce na 1. etapie
- 1. miejsce na 4. etapie Tour Alsace
- 1. miejsce w mistrzostwach świata U-23 (start wspólny)
- 3. miejsce w Tour of Leuven

2024
- 1. miejsce na 2. etapie Étoile de Bessèges
- 1. miejsce na 5. etapie Volta Ciclista a Catalunya
- 1. miejsce w Tour of Norway
  - 1. miejsce na 2. etapie

## Rankingi
| Rok             | 2021  | 2022 | 2023 | 2024 |
| --------------- | ----- | ---- | ---- | ---- |
| World Ranking   | 1190. | 177. | 253. | 208. |
| UCI Europe Tour | 878.  | 144. | -    | -    |
|                 |       |      |      |      |
| Źródło: UCI     |       |      |      |      |